# Приз (мультфільм)
«Приз» — український ляльковий фільм 1992 року студії Укранімафільм, режисер — Валентина Костилєва.

## Сюжет
За казкою Дональда Біссета. Мила конячка, на ім'я Реджі дружить із псом Блекі. Разом із приятелем вони займаються тим, що розвозять молоко різним людям. Щоправда, друзям не дуже подобається подібне заняття. Кожен із персонажів має свої мрії. Реджі давно хоче стати скаковим конем, а Блекі — пристрасно бажає бігати так само швидко, як собака породи Гончак.

## Над фільмом працювали
- Автор сценарію: Жанна Вітензон;
- Кінорежисер: Валентина Костилєва;
- Художники-постановники: Оксана Карпус, Дмитро Чурилов;
- Композитор: Олександр Костін;
- Кінооператор: Олександр Костюченко;
- Звукооператор: Ігор Погон;
- Мультиплікатори: Елеонора Лисицька, Жан Таран, Анатолій Трифонов;
- Ляльки та декорації виготовили: Анатолій Радченко, Вадим Гахун, В. Зікеєв, В. Яковенко;
- Асистенти: Г. Свєчніков (у титрах Г. Свечніков), Олександр Ніколаєнко;
- Монтаж: О. Деряжна;
- Редактор: Світлана Куценко;
- Директор знімальної групи: В. Руденко.